# ترفيه في التعليم
يتم استخدام منتجات ترفيهية بطرق مختلفة في مجال التعليم. ويمكن استخدامها لتعليم الدروس الأكاديمية أو مساعدة الطلاب في تعلم المهارات الاجتماعية.

## حسب بيئة التعليم

### المدارس الابتدائية
عند دخول أحد الفصول الدراسية، سواءً كانت فصول أطفال مرحلة ما قبل المدرسة أو المدرسة، فإن المرء لا يساوره أدنى شك في أن الألعاب التعليمية هي جزء من المنهج المعلم الحديث. بداية من الألعاب اليدوية إلى التنكر أو لعبة الألواح أو الآلات الموسيقية أو الألعاب الإلكترونية التفاعلية مثل الروبوتات أو تجوال السلاحف، فإن نطاق الألعاب التعليمية متسع للغاية. في حين أنه من غير المألوف أن تجد أجهزة الحاسوب في الفصول الدراسية للمدارس الابتدائية الحديثة، فليس من الشائع أن تجد حتى الآن نشاطًا للأطفال في ألعاب الفيديو لتطوير التعليم. وبما أن أجهزة الكمبيوتر وألعاب الفيديو تلعب في حياتنا وحياة أطفالنا أيضًا دورًا أكبر مما سبق، لذا يتحتم أن يكون لها دور في اللعب والألعاب التعليمية. ويؤكد هذا نقطة حاسمة بشأن سيولة التعريف باللعبة التعليمية. مثل تصور ما هي التغييرات "التعليمية"، فيكون دمج اللعب الجديدة في الفصول الدراسية لأطفالنا.
يقول الفيلسوف اليوناني أفلاطون في القوانين:
سأشرع في شرح كيف ينبغي للمرء وصف التعليم: هذا هو أنا أصر على أن من ينوي أن يكون جيدًا في مهنة التعليم فعليه ممارسة هذه المهنة من مرحلة الطفولة سواءً في العمل أو اللعب وعليه أن يكون محيطًا بالأدوات الخاصة بهذه المهنة.'
علينا أن نتعلم استخدام ألعاب الأطفال لتوجيه متعهم ورغباتهم نحو أنشطة يشتركوا فيها حين يكبرون..."

### الجامعات
قد اعتمد بعض أساتذة الجامعات على الممارسة التعليمية الترفيهية من أجل الحفاظ على مصلحة الطلاب الكبار في المحاضرات الطويلة. وإليك هذا المثال يسلي المدرب الطلاب مع تلبية أهداف الدورة. يعد استخدام التنوع وسيلة مهمة للتعليم، بالاستفادة من الوسائل المختلفة مثل الفيديو والقصص الفكاهية في الفصل والشرح وشرائح العروض التقديمية للمحاضرات. يمكن للمدرب إضافة عناصر مهمة ومناقشات للخبرات الشخصية للأستاذ أو الطلاب ضمن المحاضرة.